# A Harmadik Birodalom zászlóinak képtára

A nemzetiszocialista Németország zászlaja 1935 – 1945

A nemzetiszocialista Németország zászlaja 1933 – 1935

Ez a galéria a Harmadik Birodalom zászlóit mutatja be.
1933-ban az NSDAP párt vezetője Adolf Hitler birodalmi kancellár, Paul von Hindenburg halála után, a birodalmi zászlót lecserélve új zászlót vezetett be, amelyen megtalálható volt a horogkereszt. Ez volt a nemzetiszocialista Németország jelképe a második világháború végéig.

## Polgári zászlók

Birodalom szolgálati zászló (1935 októberétől)
Adolf Hitler személyi zászlaja
Vízi sport zászló

## Hadi zászlók

A Birodalom hadi zászlaja (1933–1935)
Hadi zászló (1935–1938)
Hadi zászló (1938–1945)

### A Birodalom hadügyminiszterei

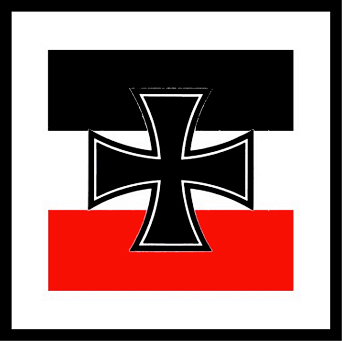
A hadügyminiszter és a Wehrmacht főparancsnoka (1933–1935)
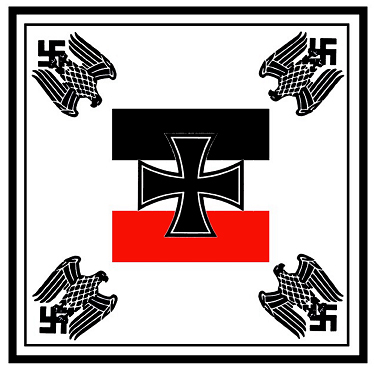
A hadügyminiszter és a Wehrmacht főparancsnoka (1935. július – 1935. október)
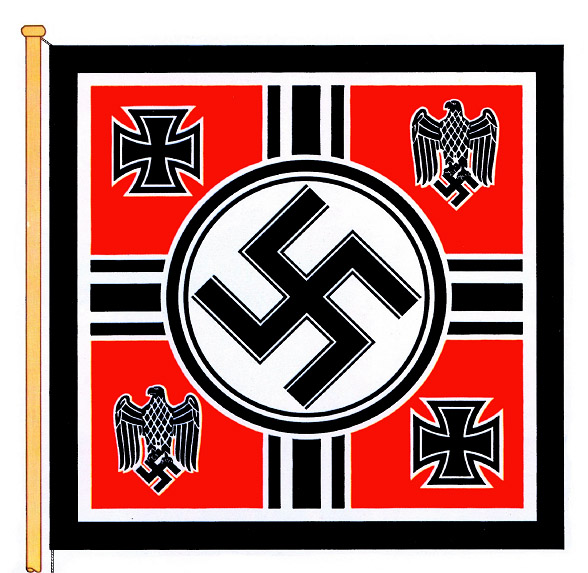
A hadügyminiszter és a Wehrmacht főparancsnoka (1935–1938)

### A fegyveres erők főparancsnoksága

OKW (1941–1945)

### A hadsereg főparancsnoksága

OKH (1936–1938)
OKH (1938–1941)

#### Speciális zászlók

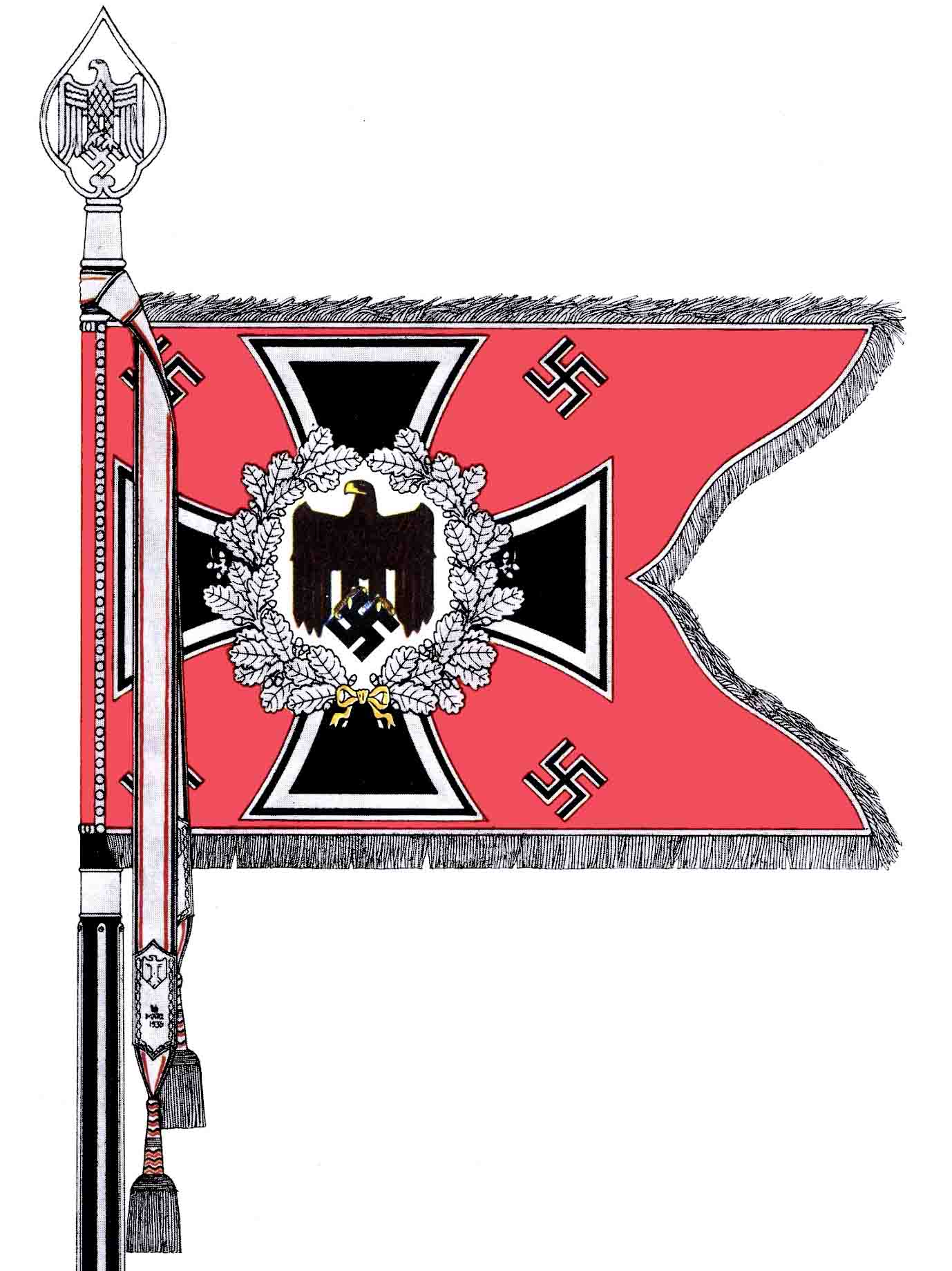
A harckocsi csapat zászlaja

### A haditengerészet főparancsnoksága

A haditengerészet főparancsnokságának zászlaja 1939–1945
A Kriegsmarine főparancsnokának zászlaja (1943. január 30-áig)

### A légierő főparancsnoksága

A légierő főparancsnokának zászlaja (1935–1940, elölnézet)

## Más szervezetek

### A Nagynémet Birodalom birodalmi marsallja
Hermann Göring birodalmi marsall személyi zászlaja

1. változat (elölnézet)
1. változat (hátulnézet)
2. változat (elölnézet)
2. változat (hátulnézet)

### Az SS szervei

A Waffen-SS zászlaja
A Holland-SS zászlaja
Az Ordnungspolizei zászlaja

### Birodalmi Munkaszolgálat

A Birodalmi Munkaszolgálat zászlaja
A Birodalmi Munkaszolgálat női osztályának zászlaja
Birodalmi Munkaszolgálat vezetőjének zászlaja (Flagge des Reichsarbeitsführers)

### Hitlerjugend

A Hitlerjugend zászlaja
Hitlerjugend „Gefolgschafts 4/86” zászlaja

### Egyéb

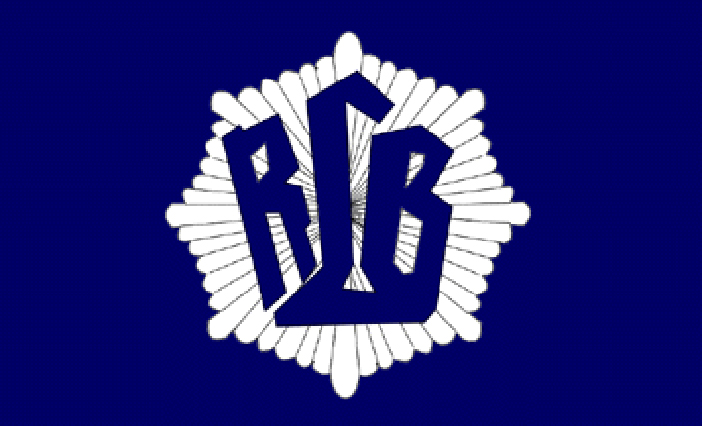
Reichsluftschutzbund zászlaja

## Fordítás
- Ez a szócikk részben vagy egészben  a   Bandiere della Germania nazista című olasz Wikipédia-szócikk ezen változatának fordításán alapul.  Az eredeti cikk szerkesztőit annak laptörténete sorolja fel. Ez a jelzés csupán a megfogalmazás eredetét és a szerzői jogokat jelzi, nem szolgál a cikkben szereplő információk forrásmegjelöléseként.